# Partido Democrático (Chili)
De Partido Democrático (Nederlands: Democratische Partij, PDo) was een Chileense politieke partij die van 1932 tot 1960 bestond.
De Partido Democrático (PDo) ontstond in 1932 als afsplitsing van de Partido Demócrata (Democratische Partij) toen duidelijk werd dat deze partij de revolutionaire Socialistische Republiek Chili niet zou ondersteunen. De minderheid die wél sympathie had voor de socialistische republiek, vormde de Partido Democrático. Na de beëindiging van de socialistische republiek en het herstel van de burgerlijke regering, weigerde de Partido Democráta president Arturo Alessandri te steunen. De Partido Demócrata steunde de regering echter wel. In 1934 zocht de partij samenwerking met de socialisten, radicalen en de trotskisten en werd het Block de Izquierda (Linkse Blok) opgericht.
In 1937 sloot de PDo zich aan bij het Frente Popular dat de verkiezingen van 1938 won en het begin markeerde van de linkse regeringen die tot 1946 aan de macht bleven. In 1941 herenigden de Partido Demócrata en de Partido Democrático. Men hield daarbij de partijnaam Partido Democrático aan.
In 1948 scheidde een vleugel zich van de PDo af en vormde de Partido Democrático del Pueblo (Volksdemocratische Partij) die participeerde in de regering van president Carlos Ibáñez del Campo. De volksdemocraten ging in 1956 weer op in de Partido Democrático. In 1960 fuseerden enkele kleinere partijen met de PD tot de Partido Democrático Nacional (Nationaal-Democratische Partij, PADENA).

## Verkiezingsuitslagen
| Jaar | Aantal afgevaardigden (totaal aantal zetels tussen haakjes) | Aantal senatoren (totaal aantal zetels tussen haakjes) |
| ---- | ----------------------------------------------------------- | ------------------------------------------------------ |
| 1932 | 13 (142)                                                    | 4 (45)                                                 |
| 1937 | 5 (146)                                                     | 3 (45)                                                 |
| 1941 | 6 (147)                                                     | 2 (45)                                                 |
| 1945 | 6 (147)                                                     | 1 (45)                                                 |
| 1949 | 0 (147)                                                     | 1 (45)                                                 |
| 1957 | 5 (147)                                                     | 1 (45)                                                 |